# Jade Alglave
 Jade Alglave (née en 1984) est une informaticienne française spécialisée dans les recherches en  contrôle de concurrence (en), modèles de cohérence, modèles de mémoires matérielles, la relation entre le matériel et les langage de programmation, et le langage dédié cat pour les modèles de cohérence. Elle est professeure d'informatique au University College de Londres et une ingénieure principale de l'entreprise britannique de semi-conducteurs Arm.

## Biographie
Alglave est une ancienne étudiante de Luc Maranget à l'INRIA. Elle a obtenu un doctorat en 2010 à l'Université Paris-Diderot sous la direction de Jean-Jacques Lévy.
Après des recherches postdoctorales à l'Université d'Oxford, elle devient lectrice à l'Université Queen Mary de Londres, où elle travaille avec Peter O'Hearn et Byron Cook, puis elle suit O'Hearn et Cook à l'University College de Londres. Tout en conservant son affiliation à l'University College London, Alglave  travaillé comme chercheuse à Microsoft Research Cambridge de 2014 à 2018, et à Arm à partir de 2018. En 2019, elle est nommée professeur à l'University College London.

## Reconnaissance
Alglave obtient le prix Brian Mercer d'innovation de la Royal Society  en 2014. Elle obtient la médaille d'argent de la Royal Academy of Engineering en 2018. En 2020, la British Computer Society lui décerne le prix Roger-Needham. En 2021, elle est nommée Fellow de la Royal Academy of Engineering.